# Emanuel Rosol
Emanuel Karel Rosol (7. prosince 1876 Mladá Vožice – 29. června 1942 Tábor) byl český pedagog, politický, kulturní a společenský pracovník, ministerský rada a odbojář.

## Učitel a politik
Emanuel K. Rosol po ukončení základní školy v Mladé Vožici vystudoval Učitelský ústav v Praze a potom působil jako učitel češtiny a dějepisu postupně na několika školách (Praha-Braník, Kostelec nad Černými lesy, Praha-Chodov, Hostivař a Praha-Nusle). Vstoupil do České strany pokrokové, která vznikla v roce 1900 jako Česká strana lidová, v roce 1905 přijala název „pokroková“ a jejímž zakladatelem byl prof. Tomáš Garrigue Masaryk. Pracoval v jejím výkonném výboru v Praze, pořádal pravidelné přednášky na venkově věnované jak sociálním otázkám a aktuálnímu politickému dění, tak práci místních organizací strany. Zasloužil se také o popularizaci a přibližování slavných osobností českých dějin. V letech I. světové války se podílel na práci Maffie. Po vzniku Československé republiky (1918) byl E. K. Rosol jmenován inspektorem sociální péče v Bratislavě a podléhaly mu všechny ústavy sociální péče na Slovensku a na Podkarpatské Rusi. Tuto funkci, jako ministerský rada (vyšší úředník veřejné správy), zastával až do roku 1925, pak působil pět let ve Slovenském národním divadle v Bratislavě jako jeho administrativní ředitel. Ve svých 54 letech (1930) odešel na odpočinek a vrátil se do rodného města.

## Léta 1930 až 1942

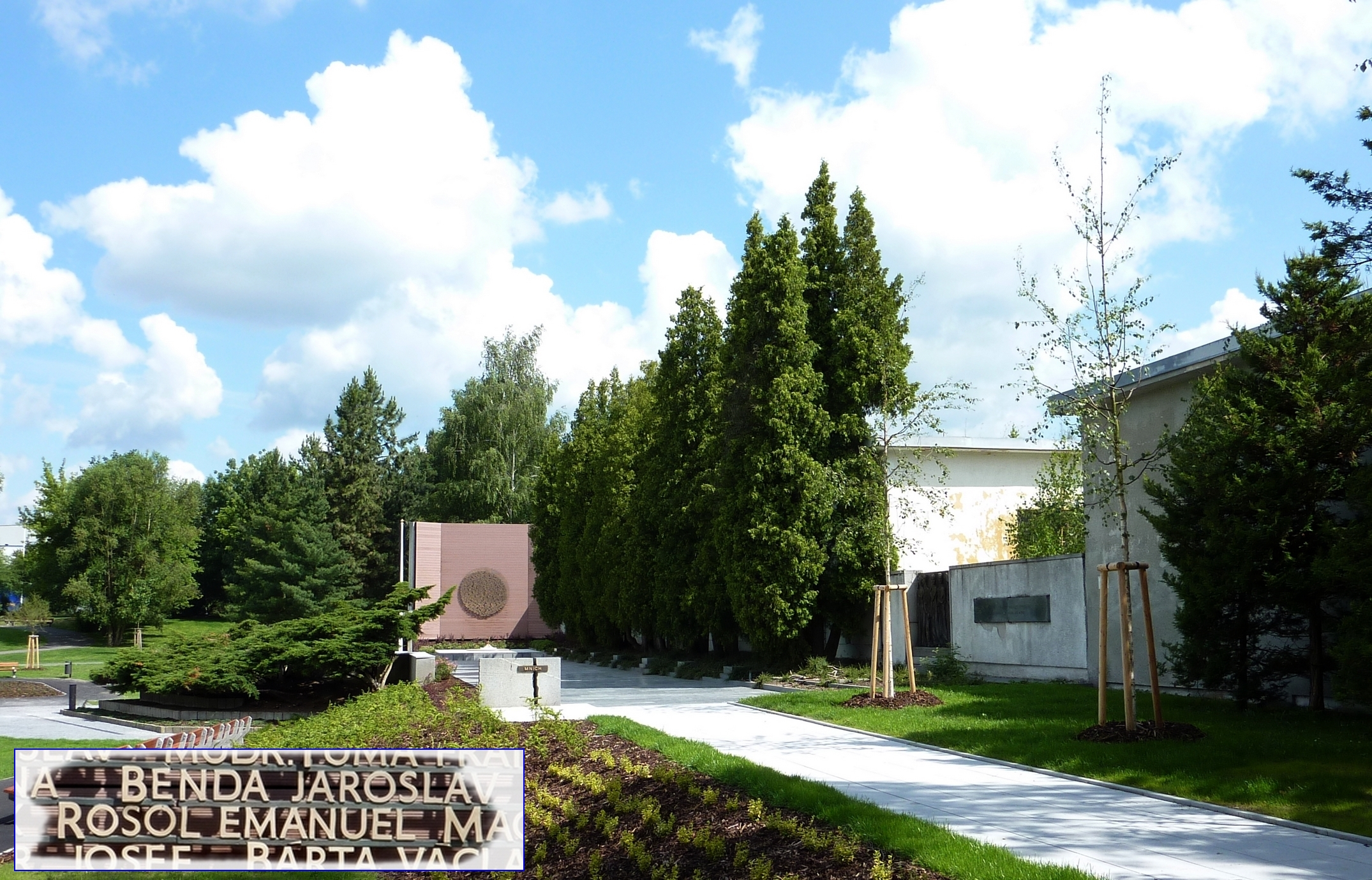
Památník popraveným v r.1942, na stěně v kruhu jména všech obětí (ve výřezu jméno Emanuela Rosola)

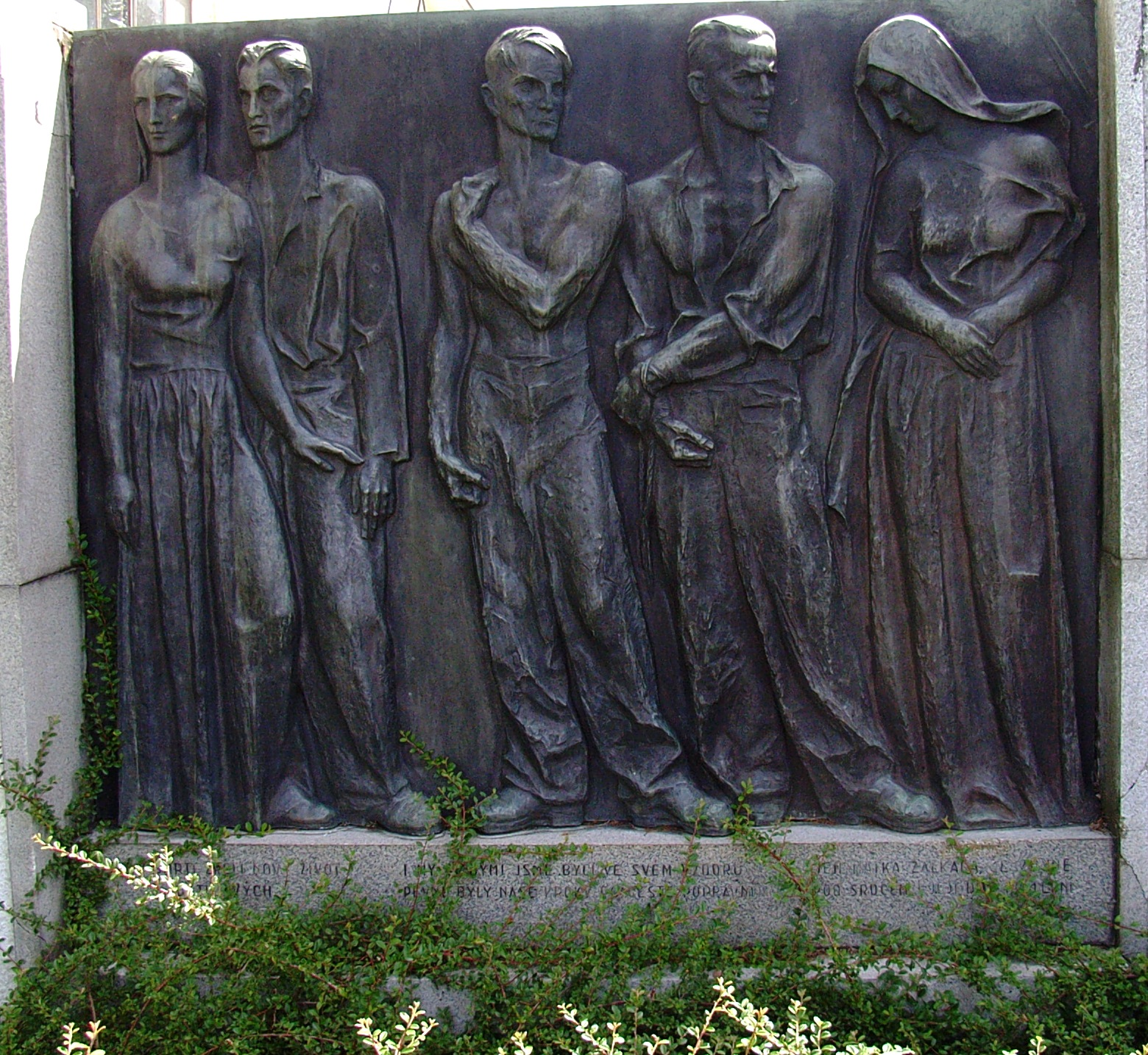
Plastika v prostoru památníku obětí nacistického teroru v roce 1942-(autor sochař J.V.Dušek)

V Mladé Vožici se věnoval kulturní a společenské činnosti: jako režisér vedl místní divadelní ochotníky, byl aktivní ve Sboru dobrovolných hasičů a v tělovýchovné organizaci Sokol. Je spoluautor publikace „Průvodce Mladou Vožicí a okolím“ (vydáno 1938). Po okupaci ČSR v březnu 1939 se zapojil na Mladovožicku do podzemního hnutí-odbojové organizace proti okupantům a patřil k jeho vůdcům. Druhý odboj se však stal pro Rosola osudným - německé gestapo zadrželo dopis z Bratislavy, který mu poslala jeho dcera a kde psala také o možnostech ilegálních přechodů hranice protektorátu Čechy a Morava na samostatné Slovensko. Rosol chtěl využít některou z variant pro mladovožického rodáka generála Františka Slunečka, jednoho z vedení odbojové organizace Obrana národa. 22. června 1942 byl Rosol zatčen a pražský stanný soud jej odsoudil k trestu smrti za ukrývání osob nepřátelských říši a udržování spojení s nimi. V pondělí 29. června 1942 byl v době nacistické hrůzovlády v období „heydrichiády“ v Táboře na tehdejším popravišti zastřelen - jako jeden z nejstarších ze zdejších sto padesáti šesti obětí.